# Clemente de Roma
Clemente de Roma, Clemente Romano o Clemente I (en latín: Clemens I) fue obispo de Roma y, en tal calidad, la Iglesia católica lo considera como el 4.º papa. Se suele situar la elección de Clemente en el año 88 y su muerte por martirio en el año 97. El Liber Pontificalis le asigna nueve años de episcopado en tiempos de los emperadores Galba y Vespasiano, y el martirio por la fe. Su sucesor fue Evaristo.
Clemente fue uno de los llamados Padres apostólicos por haber recibido y transmitido la predicación directa de los apóstoles de Jesús de Nazaret,de lo que se dio noticia, en la lista de obispos compilada por Ireneo de Lyon, quien lo llamó el «tercero después de los Apóstoles» y le dedicó un espacio considerable habiendo conocido a San Pedro y San Pablo. 
La cronología de Eusebio de Cesárea (Historia eclesiástica III, 15) y la biografía que trazó Jerónimo de Estridón (Vir. ill. 15) sitúan su muerte en el tercer año de reinado de Trajano, es decir, en el año 101. 
Su identificación con el autor de la célebre Epístola a los Corintios, cuyo nombre aparece en la inscriptio en todas las versiones de los manuscritos, es opinión concorde y formulada ya en tiempos muy antiguos. Clemente habría gozado del trato con los apóstoles y recibido el elogio de San Pablo por la colaboración prestada a los cristianos de Filipos (Filipenses 4:3).
En la Iglesia católica se lo venera como santo y mártir, y su festividad se celebra el 23 de noviembre. En Roma existe una antiquísima basílica, la Basílica de San Clemente de Letrán, puesta bajo su advocación.

## El Papado

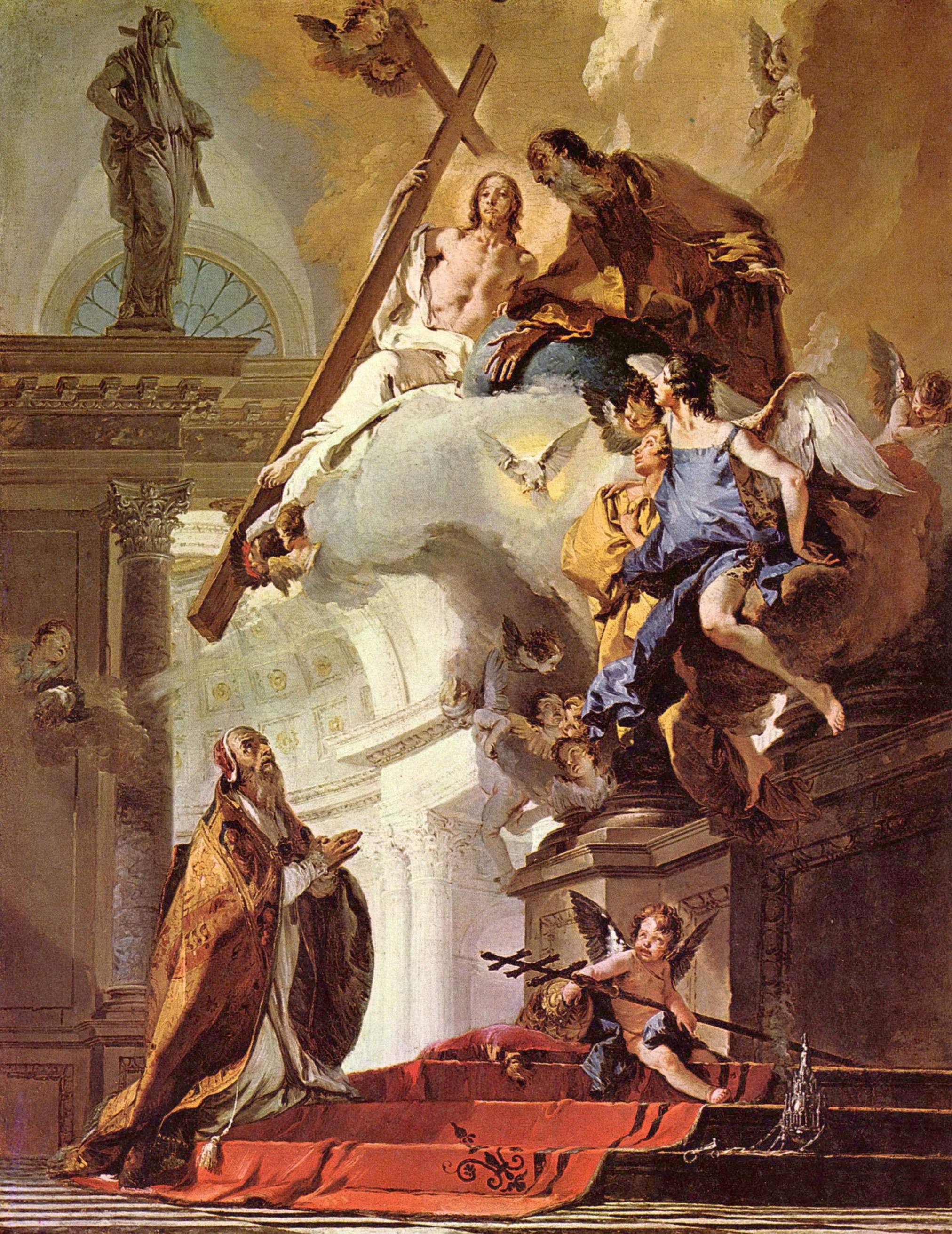
La visión de san Clemente, obra de Giambattista Tiepolo, ca. 1730. National Gallery de Londres.

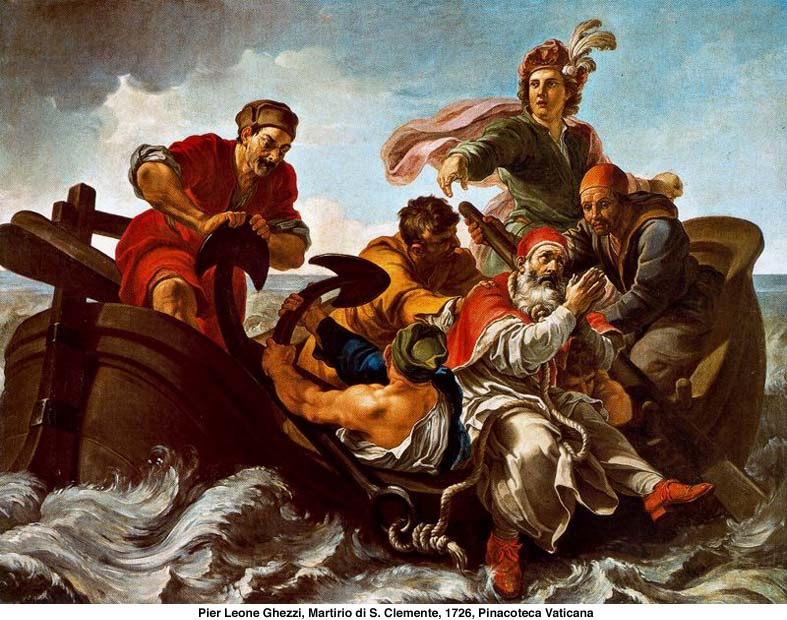
Martirio de san Clemente, obra de Pier Leone Ghezzi, 1724. Roma, Pinacoteca Vaticana.

En su obra Contra las herejías, san Ireneo expuso una lista de los obispos romanos, situando a Clemente Romano como el tercer sucesor de los apóstoles Pedro y Pablo:

...Pedro y Pablo, Lino , Anacleto, Clemente, Evaristo.
Juan José Ayan, Padres apostólicos

En esta enumeración no aparece citada la palabra «papa». De allí que se haya sugerido que su presentación como «lista papal» no sea del todo  correcta en cuanto al sentido del obispado se refiere, sino que se trate de un enunciado ordenado del que se valió el autor para establecer la sucesión apostólica en la Iglesia, tomando como ejemplo la Iglesia de Roma, considerada una de las más estables de aquel tiempo:

Pero como sería demasiado largo enumerar las sucesiones de todas las Iglesias en este volumen, indicaremos sobre todo las de las más antiguas y de todos conocidas, la de la Iglesia fundada y constituida en Roma por los dos gloriosísimos Apóstoles Pedro y Pablo.
Ireneo de Lyon, Contra las Herejías

Esta obra se escribió con el fin de combatir el brote gnóstico que se dio durante todo el siglo II, y que trataba de conquistar las iglesias de todo el Mediterráneo. Ya durante el ministerio episcopal de Clemente de Roma aparecieron los primeros cismas y herejías en la Iglesia: el gnosticismo y el ebionismo.
Eusebio mencionó también a Clemente de Roma como tercer sucesor de San Pedro, y encuadró su obispado entre los años 92 al 102. Tertuliano escribió que fue consagrado obispo por el mismo apóstol Pedro; Epifanio de Salamis relató que renunció al primado en favor de Lino y Anacleto, primer y segundo sucesor de Pedro, pero que a la muerte de estos recuperó el cargo. Es posible que Clemente conociese a San Pablo, el apóstol de los gentiles, y que haya sido el destinatario del elogio del Apóstol por la colaboración prestada a los filipenses (Filipenses 4:3). De hecho, Ireneo de Lyon indicó que «Clemente había visto personalmente a los apóstoles y escuchaba con sus propios oídos la predicación de ellos».
Durante su obispado, en el año 95, surgieron levantamientos contra los presbíteros-epíscopos en Corinto. Clemente, como obispo de la Iglesia de Roma, envió a los corintios una carta llamándolos al orden y a la obediencia a sus respectivos pastores evocando conmovedoramente el recuerdo de los apóstoles Pedro y  Pablo y comparando la disciplina eclesiástica con la de la legión romana.

## Destierro y martirio
Fue desterrado por el emperador Trajano al Quersoneso Táurico (actual Crimea) y condenado a las canteras junto con otros dos mil cristianos. Su carácter de mártir está fundado a partir de una evidencia epigráfica: una dedicatoria fragmentada de fines del siglo IV con el término «martyr» encontrada en el antiguo titulus Clementis, basílica dedicada a Clemente por el papa Siricio, por lo que la noticia de su martirio se remontaría al menos hasta esa época.
La fama extraordinaria de Clemente de Roma, acreditada por la cantidad de escritos pseudoepigráficos que se le atribuyeron, propició también la aparición de algunas leyendas hagiográficas. Una de ellas atribuye a su oración el surgimiento de una fuente de agua. Ante el prodigio muchísimos paganos fueron bauitzados.
Otro relato cuenta que se negó a adorar a Júpiter, por lo cual fue martirizado arrojándolo al mar, con un ancla al cuello para que sus restos no fueran venerados, sin embargo, el mar devolvió su cadáver a la orilla.

## Reliquias
Las reliquias del papa Clemente fueron encontradas, según la leyenda, por Cirilo y Metodio en  Korsún, la antigua ciudad de Quersoneso, Crimea, alrededor del año 861. Cirilo, transportó personalmente las reliquias a Roma y se las entregó al papa Adriano II, quien las colocó en la basílica de san Clemente. 
No obstante, una parte de las reliquias de san Clemente quedaron en Quersoneso, donde fueron resguardadas en una tumba de mármol de Proconeso. Después de la toma de la ciudad por el príncipe Vladimir el Grande en 988 o 989, las reliquias de San Clemente (junto con su sarcófago) fueron trasladadas a Kiev por su orden, donde reposaron en la Iglesia de los Diezmos y luego en Santa Sofía de Kiev, donde fue sepultado Yaroslav el Sabio. Por este motivo, Clemente fue considerado primer protector celestial de la tierra rusa.
Estas reliquias fueron llevadas al monasterio de las Cuevas de Kiev. Otra parte, sin embargo, quedó en Crimea, más precisamente en el Monasterio de la cueva Inkerman.
El monumento en homenaje a san Clemente de Roma, ubicado en la bahía de Sebastopol fue erigido a finales de diciembre de 2019 y consagrado el 12 de enero de 2020.
También una parte importante de las reliquias de san Clemente, junto con un vaso con su sangre, se encuentran en el municipio de Fuente de Piedra (Málaga), por haber sido donadas por el papa Pío VI a la Casa nobiliaria de los Marqueses de Fuente de Piedra. 
En la ciudad de Santa Cruz de Tenerife en las Islas Canarias (España), se encuentra la canilla de San Clemente, regalo del Monseñor Sidotti, Patriarca de Antioquía, a la Iglesia Matriz de la Concepción. Históricamente ha sido una de las reliquias más veneradas de la ciudad.

## Su obra

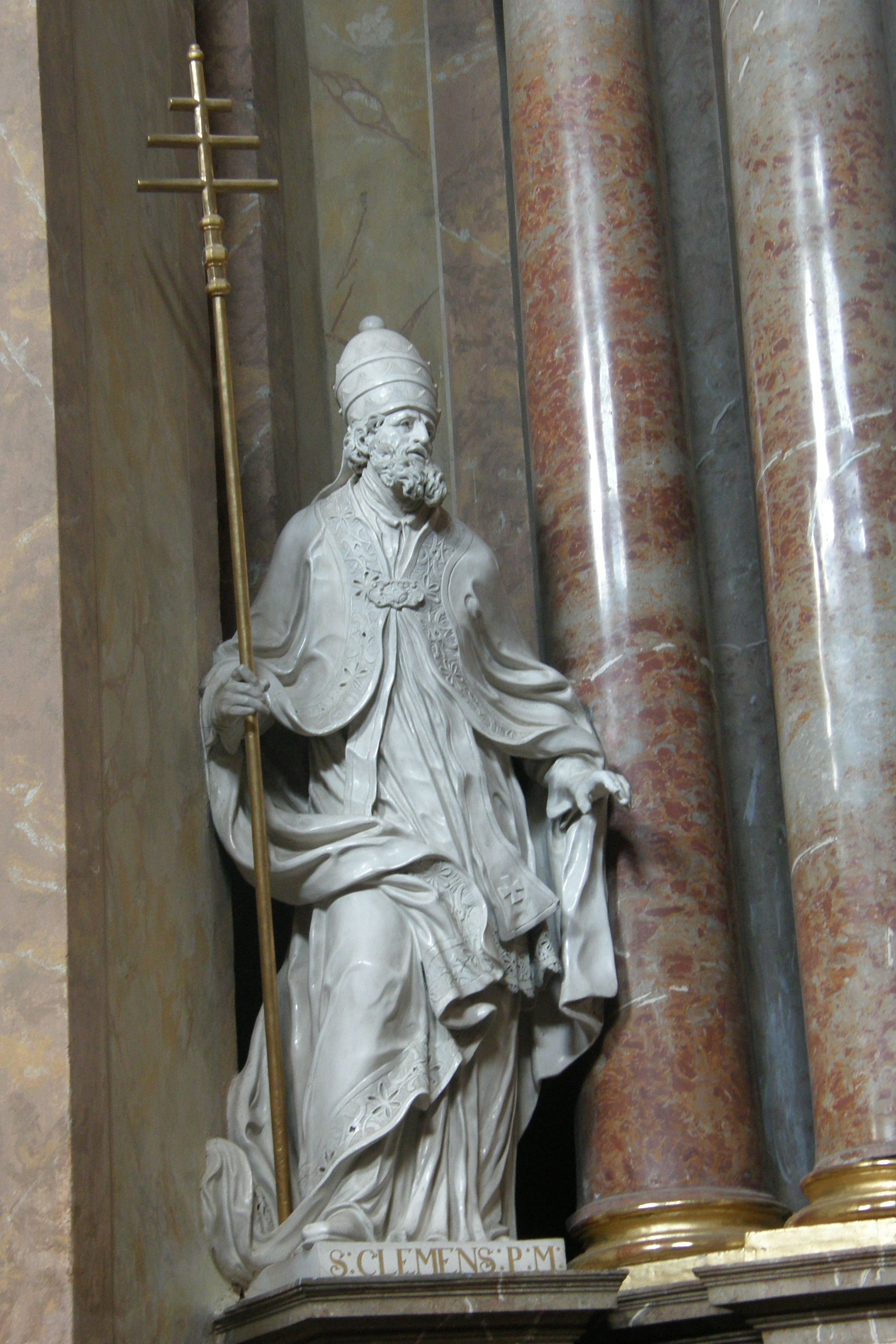
Estatua que representa a san Clemente, en la Iglesia de la Natividad de la Virgen María en Vranov, monumento cultural de la República Checa.

El único escrito que se conserva de Clemente Romano es la Epístola de Clemente a los Corintios. Es la primera obra de la literatura cristiana, fuera del Nuevo Testamento de la que consta históricamente el nombre de su autor, la situación y la época en que se escribió. La obra llegó hasta nuestros días a través de dos manuscritos (la primera epístola y la segunda) en el original griego, además de dos traducciones coptas, una siríaca y otra latina.
Según la epístola, dirigida a la comunidad de Corinto, el autor parece provenir de ambientes culturales judeo-helenísticos y es un experto en el Antiguo Testamento como también en literatura y filosofía paganas.
Durante el reinado del emperador Domiciano surgieron disputas en el seno de la Iglesia de Corinto que obligaron al autor a tomar parte. Las facciones que San Pablo condenara tan severamente estaban de nuevo irritadas. El problema era claro: algunos miembros de la comunidad se habían sublevado contra la autoridad eclesiástica, deponiendo de sus cargos a los eclesiásticos legítimos de dichos cargos jerárquicos. Solamente una mínima parte de la que integraba la comunidad permanecía fiel a los presbíteros que habían sido depuestos. La intención de Clemente Romano era la de unificar las diferencias que habían surgido y reparar el escándalo que con ello se estaba dando a los paganos.

## Su doctrina
Su obra consta de tres partes, en la primera da exhortaciones de carácter general (a la humildad, etc.), en la segunda parte se ocupa de los conflictos entre los cristianos de Corinto, finalmente concluye con una oración en la que expresa su deseo de un feliz desenlace. Es posible destacar varios puntos:
Los católicos ven en esta carta el primado de Roma, dado el intento de la Iglesia de Roma de hacer de conciliadora y mediadora, reivindicando una autoridad sobre las demás iglesias.

Así, la carta de san Clemente afronta numerosos temas de perenne actualidad. Es aún más significativa en cuanto que representa, desde el siglo I, la solicitud de la Iglesia de Roma, que preside en la caridad a todas las demás Iglesias.

No obstante, las iglesias protestantes no ven primado alguno de Roma en esta carta y explican la "injerencia" de Clemente en los asuntos de Corinto, resaltando que Clemente era fiel colaborador de Pablo (como lo menciona este en la carta a los filipenses) y seguramente trabajaron juntos en la fundación de la iglesia en Corinto, por lo que Clemente sería aún visto por esta iglesia como una autoridad sobre ellos. [cita requerída]

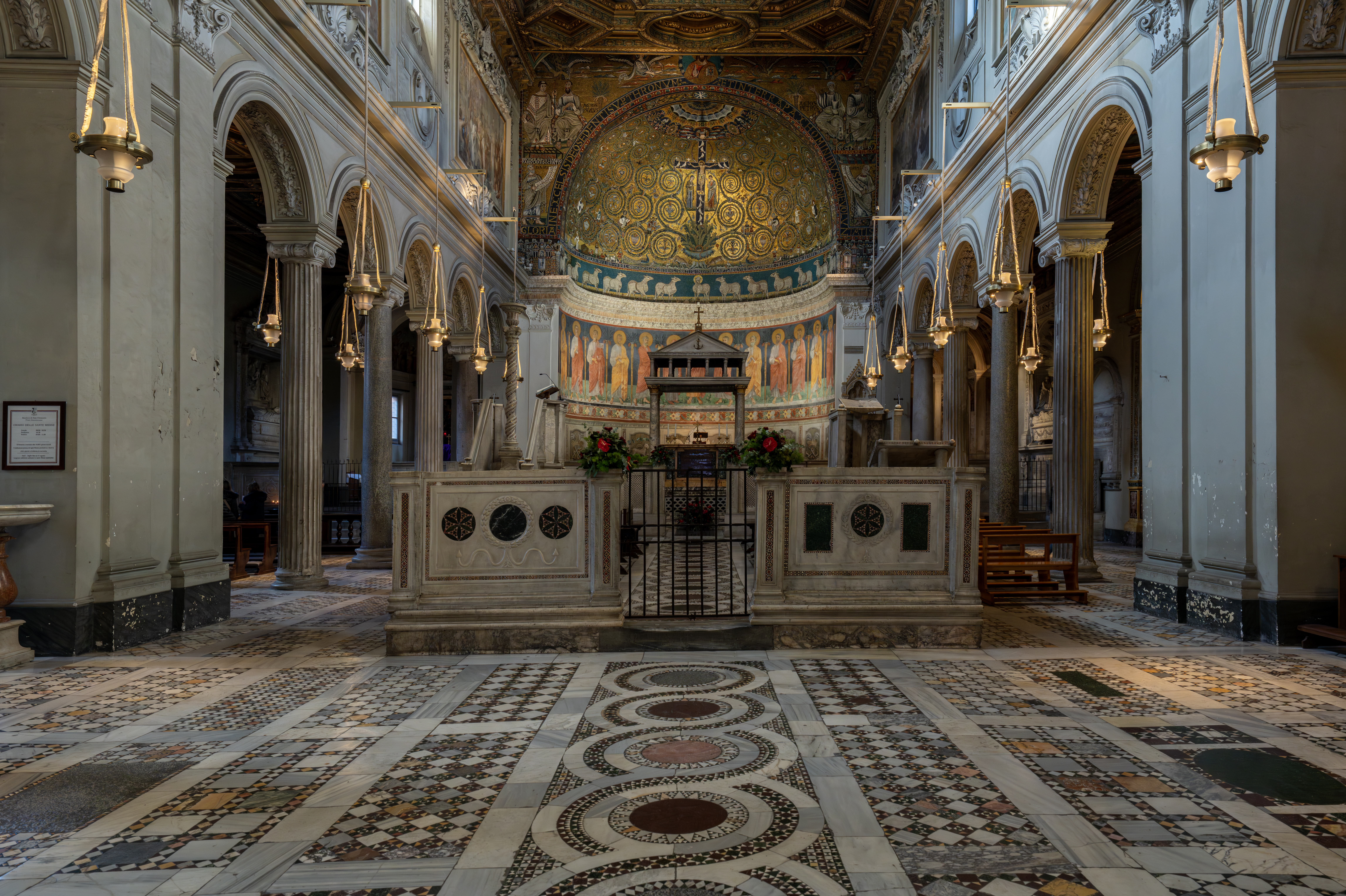
Interior de la Basílica de San Clemente.

Los superiores eclesiásticos son llamados obispos, y diáconos, en algunos pasajes se les llaman presbíteros, los cuales no pueden ser destituidos por la comunidad, puesto que han sido instituidos por los apóstoles en nombre de Cristo.
Es importante el capítulo quinto, que nos da un testimonio de San Pedro y del viaje de San Pablo a Roma, además del martirio de los apóstoles.
El capítulo XX habla de la armonía y del orden de la creación, los capítulos XXV y XXVI hablan de la resurrección de los muertos, tema importantísimo puesto que era atacado por los paganos. Tertuliano dice que él también atacó antes el tema de la resurrección de los muertos, porque es el tema más difícil de creer. El capítulo XXV se refiere a la leyenda del ave Fénix (resucitado de sus cenizas) como símbolo de resurrección.
Es de destacar la plegaria que precede a la conclusión, de uso litúrgico.
El autor de la carta no se menciona a sí mismo, sino a la Iglesia de Dios que mora en Roma, habla siempre de «nosotros», no cabe duda de que ese «nosotros» es un plural mayestático. Por su unidad, está clarísimo que la obra fue compuesta por una sola persona. Quizás intuyó que sería leída y de dominio público. Al igual que la Didaché fue leída en la asamblea litúrgica.
Además de ello, restableció el uso de la confirmación según el rito de San Pedro. Empieza a usarse en las ceremonias religiosas la palabra «Amén».

## Otras obras atribuidas a Clemente
Existen otros documentos cuya autoría se atribuyó a Clemente como resultado de la fama extraordinaria de que gozó este obispo. Varios de ellos se consideran escritos pseudoepigráficos.
- Segunda epístola de Clemente. No es una carta propiamente dicha, sino la primera homilía escrita, caracterizada por un lenguaje severo. La crítica ha demostrado que es posterior a Clemente, del siglo II.

- Las dos cartas a las vírgenes. Se trata de dos cartas dirigidas a los célibes, y tratan sobre la virginidad, dedicado a atacar la cohabitación de gente consagrada al Señor de ambos sexos, produciéndose abusos. "Virgenes subintroductae". Se cree que estas cartas son del siglo II, cuando surgen los reparos hacia estas conductas.

- Escritos pseudoclementinos. Son un conjunto de homilías que forman una especie de novela con sentido didáctico que tiene como protagonista a Clemente de Roma. Se pone en duda su autoría. En estos escritos se presenta a Clemente embarcado en busca de la verdad, recorriendo distintas escuelas filosóficas hasta encontrar a San Pedro y alcanzar la verdad. La mayor parte de la obra está destinada a hacer referencia a los viajes de Pedro y sus conflictos con Simón Mago (de quien deriva la palabra simonía). Esta obra está compuesta por 20 homilías, supuestos sermones de san Pedro, y en ella el cristianismo queda reducido a un judaísmo purificado.

- Diez recognitiones. Se relata que los miembros de la familia de Clemente se reúnen gracias a San Pedro.

## Festividad, liturgia y patronazgos

Escudo de la ciudad de Inkerman, que tiene en Clemente de Roma su santo patrón. El escudo incluye la figura que representa al santo junto con el áncora, símbolo de su martirio.

La Iglesia católica en su liturgia romana conmemora el martirio de San Clemente el día 23 de noviembre y ha inscrito su nombre en el Canon romano de la Eucaristía, en el memento de los santos.
San Clemente I es santo patrón de Castromonte (Valladolid, España), Escobar de Campos (León, España), Lorca (Murcia, España), Villarejo Periesteban (Cuenca, España), Pombriego (León, España), Pisco, (Región de Ica, Perú), San Clemente (región del Maule, Chile), la ciudad balnearia de San Clemente del Tuyú (provincia de Buenos Aires, Argentina) y la ciudad de Inkerman en la península de Crimea.
San Clemente fue considerado el histórico patrono de Sevilla (España), debido a que la ciudad hispalense fue conquistada a los musulmanes en el día de su festividad.